# NGC 7754A
NGC 7754A is een lensvormig sterrenstelsel in het sterrenbeeld Waterman. Het hemelobject werd in 1886 ontdekt door de Amerikaanse astronoom Francis Preserved Leavenworth.

## Synoniemen
- PGC 72509